# Скуг, Майер
Майер Аптон «Уити» Скуг (англ. Myer Upton "Whitey" Skoog; 2 ноября 1926, Дулут, Миннесота, США — 4 апреля 2019) — американский профессиональный баскетболист, выступавший за клуб Национальной баскетбольной ассоциации «Миннеаполис Лейкерс».

## Биография
Скуг окончил Миннесотский университет, где выступал за баскетбольную команду. На четвёртом году обучения он был включён во всеамериканскую сборную. На драфте НБА 1951 года он был выбран как территориальный выбор клубом «Миннеаполис Лейкерс». Во время выступления за команду он трижды становился чемпионом НБА. В 1957 году из-за травмы спины был вынужден окончить игровую карьеру.
По окончании игровой карьеры Скуг стал баскетбольным тренером, а также тренером по гольфу в колледже Густавуса Адольфуса. В 1987 году был включён в зал Славы колледжа.
В конце своей жизни Скуг проживал в городке Сент-Питер (штат Миннесота). Майер скончался 4 апреля 2019 года в возрасте 92 лет.

## Статистика

### Статистика в НБА
| Сезон                                                                                    | Команда     | Регулярный сезон | Регулярный сезон | Регулярный сезон | Регулярный сезон | Регулярный сезон | Регулярный сезон | Регулярный сезон | Регулярный сезон | Регулярный сезон | Регулярный сезон | Регулярный сезон | Серия плей-офф | Серия плей-офф | Серия плей-офф | Серия плей-офф | Серия плей-офф | Серия плей-офф | Серия плей-офф | Серия плей-офф | Серия плей-офф | Серия плей-офф | Серия плей-офф |
| Сезон                                                                                    | Команда     | GP               | GS               | MPG              | FG%              | 3P%              | FT%              | RPG              | APG              | SPG              | BPG              | PPG              | GP             | GS             | MPG            | FG%            | 3P%            | FT%            | RPG            | APG            | SPG            | BPG            | PPG            |
| ---------------------------------------------------------------------------------------- | ----------- | ---------------- | ---------------- | ---------------- | ---------------- | ---------------- | ---------------- | ---------------- | ---------------- | ---------------- | ---------------- | ---------------- | -------------- | -------------- | -------------- | -------------- | -------------- | -------------- | -------------- | -------------- | -------------- | -------------- | -------------- |
| 1951/52                                                                                  | Миннеаполис | 35               |                  | 28,2             | 34,5             |                  | 78,9             | 3,5              | 1,7              |                  |                  | 6,7              | Не участвовал  | Не участвовал  | Не участвовал  | Не участвовал  | Не участвовал  | Не участвовал  | Не участвовал  | Не участвовал  | Не участвовал  | Не участвовал  | Не участвовал  |
| 1952/53                                                                                  | Миннеаполис | 68               |                  | 14,6             | 38,6             |                  | 75,4             | 1,8              | 1,2              |                  |                  | 3,7              | 11             |                | 18,0           | 42,9           |                | 80,0           | 2,1            | 1,2            |                |                | 5,8            |
| 1953/54                                                                                  | Миннеаполис | 71               |                  | 26,4             | 40,0             |                  | 74,2             | 3,2              | 2,5              |                  |                  | 7,0              | 13             |                | 30,9           | 39,3           |                | 57,1           | 3,6            | 1,8            |                |                | 7,4            |
| 1954/55                                                                                  | Миннеаполис | 72               |                  | 32,8             | 39,5             |                  | 80,6             | 4,2              | 3,5              |                  |                  | 10,9             | 7              |                | 34,4           | 39,1           |                | 90,5           | 5,3            | 2,3            |                |                | 13,0           |
| 1955/56                                                                                  | Миннеаполис | 72               |                  | 32,1             | 39,8             |                  | 80,3             | 4,0              | 3,5              |                  |                  | 11,6             | 3              |                | 30,0           | 41,9           |                | 27,3           | 6,0            | 6,0            |                |                | 9,7            |
| 1956/57                                                                                  | Миннеаполис | 23               |                  | 28,5             | 35,5             |                  | 93,6             | 3,1              | 3,3              |                  |                  | 8,7              | Не участвовал  | Не участвовал  | Не участвовал  | Не участвовал  | Не участвовал  | Не участвовал  | Не участвовал  | Не участвовал  | Не участвовал  | Не участвовал  | Не участвовал  |
|                                                                                          | Всего       | 341              |                  | 27,0             | 38,8             |                  | 79,9             | 3,3              | 2,6              |                  |                  | 8,2              | 34             |                | 27,4           | 40,2           |                | 68,5           | 3,7            | 2,1            |                |                | 8,2            |
| Наведите курсор мыши на аббревиатуры в заголовке таблицы, чтобы прочесть их расшифровку. |             |                  |                  |                  |                  |                  |                  |                  |                  |                  |                  |                  |                |                |                |                |                |                |                |                |                |                |                |